# Senorbì
Senorbì  es un municipio de Italia de 4.419 habitantes en la provincia de Cerdeña del Sur, región de Cerdeña. Está situado a 35 km al norte de Cagliari, en la comarca de Trexenta.
Fue apodado por los romanos como "el granero de Roma", por la abundancia de recursos de la región, en particular de trigo.

## Geografía
En el territorio de Senorbì hay dos canales: el río Santu Teru y el río Cardaxius. Los ríos fluyen juntos hacia el puente de la carretera nacional 547 que conduce a Sant’Andrea Frius.

## Historia
La zona de Senorbì está habitada desde la era pre-nurágica. El descubrimiento de la Mater Mediterranea, la diosa Madre, que presencia los intercambios con las civilizaciones más avanzadas del período. Durante el período nurágico el territorio estaba habitado con continuidad; de los nuragas probablemente presentes en aquella época quedan tres: en Sisini, en la colina de Simieri y en la montaña Uda.
Es difícil establecer el nacimiento del pueblo: el nombre Senorbì aparece por primera vez en documentos escritos en el siglo XII. Formó parte del Giudicato de Cagliari en la Edad Media, luego en 1258 pasó al Giudicato de Arborea. Más tarde, la ciudad pasó en 1374 a los aragoneses. En 1497 se unió al condado de Villasor y en 1594 se convirtió en un marquesado.
El pueblo fue golpeado duramente por la peste en 1681 que diezmó la población. Debido a la peste algunos habitantes de los suburbios se mudaron a Senorbì.
En 1943 Senorbì fue bombardeada por las fuerzas aéreas de los Estados Unidos que apuntaba a los campos alemanes instalados en Cerdeña.
En los años 50 y 60 la importancia de Senorbì creció gracias a la agricultura y al sector terciario.

## Monumentos y lugares de interés

### Arquitecturas religiosas.
La iglesia románica de Santa Maria della Neve, una vez denominada San Nicolás, de la aldea desaparecida de Segolay.
La iglesia parroquial de Santa Bárbara y Santo Sebastiano.
Importante es el área arqueológica de la necrópolis de Monte Luna, mientras que numerosos monumentos arqueológicos se conservan en el museo municipal Sa Domu Nosta.
En el campo de Senorbì hay algunos restos importantes de pueblos que desaparecieron alrededor del siglo XIV: cerca del nuraghe de Simieri se encuentran los restos de una iglesia dedicada a Nuestra Señora de Itria.
En la zona de Corte Auda habría alguna evidencia del pueblo medieval de Aluda.

### Sitios arqueológicos
En el territorio de Senorbì se construyeron varios nuraghes. El nuraghi de Simieri, se encuentra a lo largo de la carretera principal de Selegas.

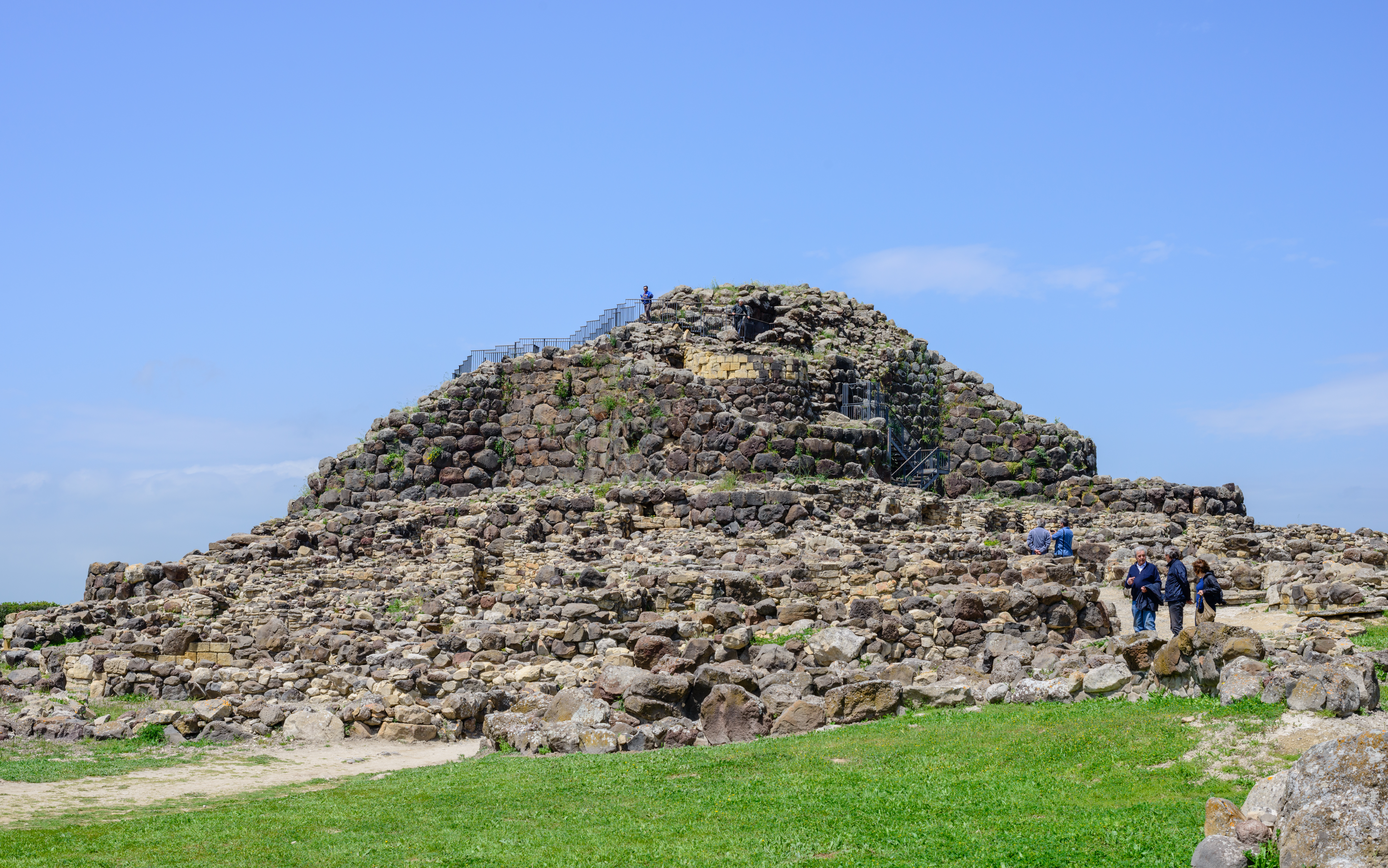
Su Nuraxi

No muy lejos del nuraga de Simieri, hay rastros del de Corru Cottu, los dos casi completamente destruidos.
El segundo nuraga estaba ubicado en la colina de las afueras del pueblo que ahora alberga el cementerio; otro nuraga del cual solo tenemos algunas huellas, fue construido a lo largo del límite con el municipio de Barrali, la localidad se alza en Uda.
El territorio de Senorbì se eleva el nuraga Su Nuraxi. El sitio es de considerable interés debido a su tipo particular. El edificio tiene un diseño de planímetro no estándar.

## Cultura
El museo arqueológico municipal Sa Domu nosta se basa en una casa solariega. El edificio se desarrolla en un cuerpo cerrado, y en su interior podemos encontrar un pozo. La primera habitación tiene algunos artefactos del área municipal, datado en el período comprendido entre el Neolítico y la Edad Media.
Las vitrinas dedicadas a la prehistoria contienen objetos en piedra y cerámica de Ozieri, Monte Claro, Campaniforme y Bonnanaro, luego sigue los objetos de la civilización nurágica. Los materiales presentes provienen de centros rurales y de algunas necrópolis.
La segunda sala alberga los hallazgos encontrados durante la excavación de la necrópolis de Monte Luna; de las habitaciones hipogeas vinieron las joyas y la cerámica, que acompañaban a los muertos, y los amuletos, que servían para protegerlos.

## Economía
Así como un gran centro agrícola, Senorbì se ha convertido en un centro comercial. Ocupa un papel extremadamente importante en el sector terciario para los dos colegios que atraen a cientos de niños de centros habitados que se encuentran a unos 30 km de distancia. Entre las oficinas públicas más importantes, mencionamos el ASL y el INPS.

## Infraestructuras y transporte
Senorbì está en el centro de una rica red de carreteras. Está atravesada por la carretera nacional central de Cerdeña 128, por la carretera nacional Guasila 547 y por numerosas carreteras provinciales.
Existen numerosas conexiones diarias en autobús con las ciudades del distrito y Cagliari.

##### Ferrocarriles
La ciudad es atravesada por los ferrocarriles Cagliari-Isili del ARST, que tiene dos aeropuertos en la parte oriental del país: el principal es la estación Senorbì. Desde la ciudad salen los trenes hacia Monserrato, Mandas e Isili.

## Deportes
Varios clubes deportivos operan en Senorbì:
-Polisportiva Senorbì calcio: fundada en 1965, disputa el campeonato regional de la Primera Categoría.
-Imperial Fulgor Senorbì: fundada en 1978, a pesar de tener el derecho de participar en la Primera Categoría, no se inscribió, lo que resultó en inactividad.
-Nuova Fulgor 2014, participó en el campeonato de segunda categoría
Dentro del voleibol femenino está activa la compañía Inside, que participa en el campeonato de Segunda División.
Además, hay numerosas escuelas de baile.

## Lugares de interés

### Religiosos
- Iglesia parroquial de Santa Bárbara.
- Iglesia de Santa Mariedda.
- Iglesia de San Sebastiano.

### Arqueológicos
- Museo Arqueológico "Sa Domu Nosta".
- Nuraga "Sisini".

## Evolución demográfica
| Gráfica de evolución demográfica de Senorbì entre 1861 y 2001 |
|                                                               |
| Fuente ISTAT - Elaboración gráfica de Wikipedia               |

## Personajes relevantes
- Giuseppe Antonio Lonis, considerado el escultor más notable del siglo XVIII de la isla de Cerdeña.[3]